# 古木のぞみ
古木 のぞみ（ふるき のぞみ、1988年1月12日 - ）は、日本の女性声優。長崎県五島列島出身。マウスプロモーション所属。

## 来歴
小学校高学年の頃、テレビ番組に出ていた野沢雅子の演じ分けを見て、声優に憧れ始める。
専門学校ESPエンタテインメント卒業後、マウスプロモーション附属養成所に入所、2011年8月、『声優バラエティー SAY!YOU!SAY!ME!』内のコーナー「声優アイドルユニット企画」で新人声優ユニットのメンバーとして抜擢（）され、「ワンリルキス」のメンバーとしての活動を開始。
2012年4月よりマウスプロモーション所属となった。
2017年1月12日、自身の誕生日にオフィシャルブログにて入籍したことを発表した。

## 人物
方言は五島弁（長崎弁）、関西弁。趣味・特技は素潜り。鉄道が好き。

## 出演
太字はメインキャラクター。

### テレビアニメ
2010年
- ヨスガノソラ（女子生徒）

2011年
- そふてにっ（女子生徒）
- のらのらの〜ら（お客さん）

2012年
- カンピオーネ! 〜まつろわぬ神々と神殺しの魔王〜（女生徒B）
- 坂道のアポロン（時枝、薫〈少年期〉）
- さんかれあ（メイドC）
- ちいさなおじさん（わたし）
- 超ロボット生命体 トランスフォーマー プライム（ミコ・ナカダイ〈仲代ミコ〉、ダゴR、ダゴF）
- はいたい七葉（江威子）
- パパのいうことを聞きなさい!（園児）
- ワンリル喫茶（のん）

2014年
- 犬猫アワー 47都道府犬R&にゃ〜めん かにえ（かにえ）
- 咲-Saki- 全国編（多治比真佑子、寺平彩乃、宇夫方葵）
- シドニアの騎士（操縦士）
- selector infected WIXOSS（園児）
- 七つの大罪（エレン）
- にゃ〜めん（ちゃんぽん）
- ばらかもん（山村美和）※方言監修も担当

2015年
- うたの☆プリンスさまっ♪ マジLOVEレボリューションズ（一般人）
- 終わりのセラフ（チェス・ベル）
- 温泉幼精ハコネちゃん（お玉）
- ケイオスドラゴン 赤竜戦役（真シロ）
- SHOW BY ROCK!!（2015年 - 2016年、きっつん、シャボボン）- 2シリーズ
- それが声優!（紺野あおい）
- 響け!ユーフォニアム（吹奏楽部員）
- ローリング☆ガールズ（音無ゆかり）

2016年
- アイドルメモリーズ（女子高生）
- おじさんとマシュマロ（マシュマロ工場の後輩）
- 奇異太郎少年の妖怪絵日記（妖怪、ハム子）
- くまみこ（TVの声）
- 斉木楠雄のΨ難（2016年 - 2018年、女子高生A、万城乃亜リ栖）- 2シリーズ
- 灼熱の卓球娘（女子2、座敷童石榴）
- ハイスクール・フリート（立石志摩）
- 灰と幻想のグリムガル（サッサ）
- 一人之下 the outcast（圓心）
- 名探偵コナン（2016年 - 2018年、女性、女子大生、女性店員）

2017年
- 風夏（女子生徒）
- TRICKSTER -江戸川乱歩「少年探偵団」より-（永島優子）
- 機動戦士ガンダム 鉄血のオルフェンズ（赤ん坊、ウタ）
- 亜人ちゃんは語りたい（女生徒）
- モンスターハンター ストーリーズ RIDE ON（アイルーC、ウーワン）
- クズの本懐（女子生徒）
- プリンセス・プリンシパル（ちせ）
- 捏造トラップ-NTR-（2-3女子、カップル女、中学女子バスケ部員A）
- シルバニアファミリー ミニストーリー（2017年 - 2020年、くるみリスの男の子 / くるみリスくん、ショコラウサギのふたごちゃん、くるみリスのお母さん、メイプルネコのお姉さん、スカイちゃん、ラルフくん）- 4シリーズ
- Just Because!（森川弦）
- クジラの子らは砂上に歌う（ニム）
- お酒は夫婦になってから（オレンジ、女性タレント）
- このはな綺譚（葵）
- キノの旅 -the Beautiful World- the Animated Series（住民A）
- 妖怪アパートの幽雅な日常（ギャルC）

2018年
- 学園ベビーシッターズ（鹿島虎太郎）
- りゅうおうのおしごと!（子供A）
- Spiritpact -黄泉の契り-（石の妖怪）
- HUGっと!プリキュア（母親、せいたろう、お母さん）
- クレヨンしんちゃん（2018年 - 2023年、園児A、ちゃらい女、チーターズA、小学生A、甘谷かしたろう）
- ベルゼブブ嬢のお気に召すまま。（財務部職員）

2019年
- パパだって、したい（成瀬壱佳）
- 不機嫌なモノノケ庵 續（チュンイチ）
- フルーツバスケット（2019年 - 2020年、女子生徒） - 2シリーズ
- なんでここに先生が!?（高橋隆〈少年期〉）
- ジョジョの奇妙な冒険 黄金の風（赤ん坊〈母親〉、赤ん坊）
- おしりたんてい（2019年 - 2025年、かめのこうじみどり、ブタ女、ニワトリの会社員、となかいけと、フェーネ 他）
- アイカツフレンズ!〜かがやきのジュエル〜（小早川こずえ）
- 神田川JET GIRLS（アナウンサー、女子高生）

2020年
- 異種族レビュアーズ（ブブララ）
- BanG Dream! ガルパ☆ピコ（2020年 - 2021年、観客、店員、野生動物、カラス） - 2シリーズ
- まえせつ!（金成かなえ）
- ご注文はうさぎですか? BLOOM（子供）
- A3!（観客）

2021年
- SHOW BY ROCK!! STARS!!（きっつん）
- ふしぎ駄菓子屋 銭天堂（同級生、岡村真子）
- ゾンビランドサガ リベンジ（禿 は）
- 指先から本気の熱情2-恋人は消防士-（女性社員B、女性客A）
- 境界戦機（住民）

2022年
- リアデイルの大地にて（アルムナ）
- 異世界迷宮でハーレムを（ギルド職員）
- モブサイコ100 III（少年A）
- 恋愛フロップス（日葵の友達）

2023年
- 冰剣の魔術師が世界を統べる（ラキス＝シメルデ）
- The Legend of Heroes 閃の軌跡 Northern War（アイス女子C）
- Buddy Daddies（女子高生、園児、親子）
- BanG Dream! シリーズ（2023年 - 2025年、生徒、照明スタッフ、観客5、AD1） - 2シリーズ
- Lv1魔王とワンルーム勇者（ミズハラ）
- 聖剣学院の魔剣使い（ティセラ・リリィベル）
- でこぼこ魔女の親子事情（トリィ）

2024年
- 魔法少女にあこがれて（子供B）
- アストロノオト（祭客）
- 嘆きの亡霊は引退したい（ベネッタ・レイム、ルーク幼少期、ビューイ）
- BLEACH 千年血戦篇-相剋譚-（浮竹実純）
- ネガポジアングラー（カップル女）
- ひとりぼっちの異世界攻略（盾っ娘）

2025年
- 片田舎のおっさん、剣聖になる（ニドリー、ネズミ、リッテル）
- その着せ替え人形は恋をする Season 2（クラスメイト）

### 劇場アニメ
- 劇場版selector destructed WIXOSS（2016年、タウィル）
- 劇場版 ハイスクール・フリート（2020年、立石志摩[41]）
- プリンセス・プリンシパル Crown Handler（2021年 - 2023年、ちせ[42]） - 3作品[一覧 7]
- 映画 おしりたんてい シリーズ（2021年 - 2024年、スフーレ島の子供たち、かめのこうじみどり） - 4作品[一覧 8]
- 劇場版 シルバニアファミリー フレアからのおくりもの（2023年、アンブローズ・ウォールナット、メリンダ・ケーキブレッド）[45]
- ウマ娘 プリティーダービー 新時代の扉（2024年[46]）

### OVA
- 響け！ユーフォニアム「かけだすモナカ」（2015年、チームもなか） - 第1期Blu-ray第7巻収録番外編
- OVA ハイスクール・フリート（2017年、立石志摩）
- プリンセス・プリンシパル（2021年 - 2022年、ちせ） - 2作品[一覧 9]

### Webアニメ
2010年代
- マウスどうぶつえん（2016年-、ウーパールーパーののぞみ）
- モンストアニメ（2017年、順風耳）
- 衛宮さんちの今日のごはん（2018年、子供）

2020年代
- マウスどうぶつえん名作劇場（2020年、ウーパールーパーののぞみ）
- 天空侵犯（2021年、斉藤恵）
- 範馬刃牙（2021年、大統領の息子）

### ゲーム
2012年
- とってもE麻雀（朝霧ましろ）

2013年
- 蒼穹のスカイガレオン（ヘル）

2014年
- とってもE麻雀ぷらす（朝霧ましろ）

2015年
- 御城プロジェクト（今浜城、長浜城）
- 終わりのセラフ 運命の始まり（チェス・ベル）
- なないろランガールズ（橘柑奈）
- 見習い魔女とモコモコフレンズ（カエデ）

2016年
- アイドル事変（小佐々ヴィラマイン）
- 御城プロジェクト:RE（今浜城、長浜城、石垣山城）
- ペルソナ5
- 嫁コレ（紺野あおい）
- 編隊少女 -フォーメーションガールズ-（土井貴実）

2017年
- 幻想少女（辛憲英）
- プリンセス・プリンシパル GAME OF MISSON（ちせ）
- よるのないくに2 〜新月の花嫁〜（ミュベール・フォーリン・ルー）

2018年
- 放置少女（丁奉）
- 装甲娘（コノエ キリ、ミズシロ チヅル）
- モン娘☆は〜れむ（K-8）
- 天華百剣 -斬-（次郎太刀）
- アビス・ホライズン（デモイン、比叡、伊勢）
- キングスレイド（レピィ）

2019年
- SHOW BY ROCK!!（きっつん）
- ハイスクール・フリート 艦隊バトルでピンチ!（立石志摩）
- 時の歌-終焉なきソナタ-（ミンキ）
- ペルソナ5 ザ・ロイヤル

2020年
- ヒプノシスマイク-Alternative Rap Battle-
- ファイナルファンタジーVII リメイク
- 装甲娘 ミゼレムクライシス（2020年 - 2021年、インセクター、グリーンリボン）
- SHOW BY ROCK!! Fes A Live（きっつん）

2021年
- ガールズ&パンツァー 戦車道大作戦!（ちせ）

2022年
- ウィクロスマルチバース（タウィル）

2024年
- アーテリーギア-機動戦姫-（狸鞠）

2025年
- Project:;COLD case.mirage（如月嶺衣奈）
- 魔女ガミ－The Witch of Luludidea－（フレイ、フレイヤ）

### デジタルコミック
- デジコロ うごくまんが ケシカスくん（2016年、お母さん）
- ブレイブ フロンティア 第二話「新たなる脅威」（2017年、サーシャ）
- スライム聖女（2024年、ルミル[70]、メイド[71]）

### ドラマCD
- ドラキュラ -ふたりの吸血鬼-（2011年）
- 文豪シリーズ第1巻「吾輩たちは文豪である」（2012年）
- ノーアニメ ノーライフ～タワーアニメはあなたのためのお店です～（2015年、筑波らら[72]）

### オーディオドラマ
- 公爵令嬢は騎士団長（62）の幼妻（2016年、キャロル[73]）

### 吹き替え

#### 映画
- フッテージ（2013年、アシュリー・オズワルド）
- LEGO スター・ウォーズ エンパイア・ストライクス・アウト（2013年）
- デッドプール（2016年）

#### ドラマ
- エリック（2024年）※Netflix配信版 [74]
- オッド スクワッド 出動!ヘンテコ捜査局（2025年、オピー[75]）

#### アニメ
- ユーフーしゅつどう!（2019年、ユーフー）

### ラジオ
※はインターネット配信。
- アニメ探偵団3（2010年 - 2012年、高知放送、和歌山放送）
- 星海社ラジオ騎士団（2011年 - 2012年、最前線※） - のぞみ姫として出演
- ワンリルキスのSAY!YOU!SAY!ME!R!（2011年 - 2013年※、Ustream※）
- 大亀あすか＆古木のぞみの『ちびっこプリンセス』（2014年、メンズファッションプラス※）[4]
- なないろラジオガールズ（2015年、YouTube※、音泉※、HiBiKi Radio Station※、アニメイトTV※）[76]
- なないろラジオガールズREPEAT（2015年、YouTube※、音泉※、HiBiKi Radio Station※、アニメイトTV※）[77]
- 未来文化遺産研究所 #110（2023年、RADIOTOMO!※）[78]

### テレビ番組
- 声優バラエティー SAY!YOU!SAY!ME!
- にじどこ〜2次元の入り口はどこですか?〜（トライアル版）
- 超ロボット生命体トランスフォーマー プライム深夜の完全変形2時間SP
- リスアニ!TV
- 鉄道ひとり旅〜女子鉄編〜（2021年、MONDO TV）[79]

### 舞台
- ミュージカル『にっくいさるめとかにどんたち』（ちびざる）
- ミュージカル『RATS』（2009年、サクラ）
- 桜の森の満開の下（2013年、よしの）[80]
- 美人狼〜アイドルへの道〜（2025年2月27日・28日、高田馬場ラビネスト）(久遠 真白 役)[81]

### 朗読劇
- ヴェルネの天使は死を歌う（2024年6月29日 、自由学園明日館 講堂）[82]
- 朗読劇「声の記憶」（2025年3月2日、ESPエンタテインメント東京14号館[83]）まどか、シオン 役[84]

### その他コンテンツ
- WIXOSS（タウィル）[85]
- アルティメットガール育成プロジェクト
- コーセーコスメポート PV
- 小中部Second Season（ナレーション）
- ゴー☆ジャス動画@GameMarket - アシスタント
- SLOTハイスクール・フリート（2018年、立石志摩）
- ソフィソフトタンポン「タンポンの誤解」篇 CM（2020年）
- 妹が１２人いる！PV（2024年、妹尾尼音[86]）
- 『ＭＣと声優と音響監督と芸人と。』（2025年4月12日、5月14日[87]、6月18日[88]、7月14日[89]、8月25日[90]、阿佐ヶ谷ロフトA）[91]
- 専門学校ESPエンタテインメント福岡トークイベント＆公開アフレコレッスン（2025年10月11日、専門学校ESPエンタテインメント福岡２階ライブホール）[92]

## ディスコグラフィ

### キャラクターソング
| 発売日        | 商品名                                     | 歌 | 楽曲                         | 備考                                                                   |
| ------------- | ------------------------------------------ | --- | ---------------------------- | ---------------------------------------------------------------------- |
| 2016年3月9日  | おじさんとマシュマロ Song Collection Vol.2 | 先輩（吉富ちか）、後輩（古木のぞみ）                                                                       | 「マシュマロ・ファクトリー」 | テレビアニメ『おじさんとマシュマロ』エンディングテーマ                 |
| 2017年8月2日  | A Page of My Story                         | アンジェ（今村彩夏）、プリンセス（関根明良）、ドロシー（大地葉）、ベアトリス（影山灯）、ちせ（古木のぞみ） | 「A Page of My Story」       | テレビアニメ『プリンセス・プリンシパル』エンディングテーマ             |
| 2017年8月2日  | A Page of My Story                         | アンジェ（今村彩夏）、プリンセス（関根明良）、ドロシー（大地葉）、ベアトリス（影山灯）、ちせ（古木のぞみ） | 「Shoot Your Heart Out!」    | テレビアニメ『プリンセス・プリンシパル』関連曲                         |
| 2017年8月30日 | 5 Moving Shadows                           | ちせ（古木のぞみ）                                                                                         | 「閃光刀歌」                 | テレビアニメ『プリンセス・プリンシパル』関連曲                         |
| 2017年9月27日 | Sound of Foggy London                      | ちせ（古木のぞみ）                                                                                         | 「もひとつまわして」         | テレビアニメ『プリンセス・プリンシパル』挿入歌                         |
| 2020年4月8日  | Nowhere Land                               | アンジェ（古賀葵）、プリンセス（関根明良）、ドロシー（大地葉）、ベアトリス（影山灯）、ちせ（古木のぞみ）   | 「Nowhere Land」             | 劇場アニメ『プリンセス・プリンシパル Crown Handler』エンディングテーマ |
| 2020年4月8日  | Nowhere Land                               | アンジェ（古賀葵）、プリンセス（関根明良）、ドロシー（大地葉）、ベアトリス（影山灯）、ちせ（古木のぞみ）   | 「Gratitude」                | 劇場アニメ『プリンセス・プリンシパル Crown Handler』関連曲             |

### シリーズ一覧
1. ↑  第1期（2015年）、第2期『#』（2016年）
2. ↑  第1期（2016年）、第2期（2018年）
3. ↑  Season1（2017年）、Season2『アイビー』（2018年）、Season3『クローバー』（2019年）、Season4『ピオニー』（2020年）
4. ↑  第1期『1st season』（2019年）、第2期『2nd season』（2020年）
5. ↑  第2期『〜大盛り〜』（2020年）、第3期『ふぃーばー!』（2021年）
6. ↑  『It's MyGO!!!!!』（2023年）、『Ave Mujica』（2025年）
7. ↑  第1章[43]（2021年）、第2章（2021年）、第3章[44]（2023年）
8. ↑  『映画 おしりたんてい スフーレ島のひみつ』（2021年）、
『映画おしりたんてい シリアーティ』（2022年）、
『映画おしりたんてい 夢のジャンボスイートポテトまつり』（2022年）、
『映画おしりたんてい なんでもかいけつ倶楽部 対 かいとうU』（2024年）
9. ↑  『Crown Handler』第1章Blu-ray特装限定版映像特典「BUSY EASY MONEY」（2021年）、『Crown Handler』第2章Blu-ray特装限定版映像特典「Revealing Reviews」（2022年）